# ناصر جبنون
ناصر جبنون (1960 -)هو نائب المدير العام لشؤون التطوير الحكومي في «برنامج الشيخ صقر للتميز الحكومي» منذ فبراير سنة 2017، في الإمارات العربية المتحدة.

## حياته ونشأته
ولد ناصر جبنون في ولاية ڨابس من الجمهورية التونسية حيث زاول تعليمه الابتدائي والثانوي و مكّنه معدله الممتاز من إتمام دراسته الجامعية بالولايات المتحدة الأمريكية.

## الحياة الجامعية
حصل على الدكتوراه والماجستير من جامعة بيتسبوغ في الهندسة الصناعية والبكالوريوس من جامعة منيسوتا في الولايات المتحدة.

## مناصب
- نائب المدير العام لشؤون التطوير الحكومي في "برنامج الشيخ صقر للتميز الحكومي" منذ فبراير (شباط) عام 2017، الإمارات العربية المتحدة.

- عضو مجلس الإدارة في «أكاديمية رأس الخيمة»، وعضو مجلس الأمناء في «الجامعة الأمريكية في رأس الخيمة».

- منصب مستشار أول في "برنامج الشيخ صقر للتميز الحكومي" بين 2007 و2017، وكان أستاذاً زائراً في جامعة الغرير خلال عام 2007، وأستاذاً مشاركاً في كل من جامعة الشارقة بين 1999 و2006، و"الجامعة الإسلامية العالمية" في ماليزيا بين 1994 و1999.

- عضواً في مجلس إدارة شركة "نوبل بريدج" في ماليزيا، ورئيس لجنة ومراجع للبرامج الأكاديمية في "الهيئة الوطنية للمؤهلات وضمان جودة التعليم والتدريب" في البحرين، كما عمل مستشاراً لـ"جائزة الشارقة للتميز الاقتصادي"، وقام بتطوير نموذج التميز في الاقتصاد الإسلامي لـ"دائرة التنمية الاقتصادية" بدبي.

## الحياة المهنية
عمل ناصر جبنون في المشاريع الحرة والتدريس الجامعي لأكثر من خمسة عشر سنة، و الإدارة الجامعية(تولى العديد من المسؤوليات الإدارية الجامعية في ماليزيا والإمارات)،عمل في الاستشارات في الولايات المتحدة وماليزيا و الإمارات.
عضو عالم العلماء.
شارك في استشارات مؤشر التنمية البشرية، لعب أدوارا قيادية في مؤسسات مهنية وغير حكومية وطلابية.
نشر أكثر من 50 بحثا محكما دوليا إعلبها في مجال الجودة، عمل كمستشار لجائزة التميز الأقتصادي في الشارقة، مستشار أول في الجودة والتميز الحكومي.
نشر 3 كتب، نشر فصلا كتاب عن إدارة المشاريع نشره معهد إدارة المشاريع.

## الجوائز
حاز على جوائز بحثية ومهنية محليا وإقليميا و عالميا منها جائزة شومان على المستوى العربي، وثلاث جوائز أفضل بحث في مؤتمرات علمية دولية.